# Arnold Hirsch

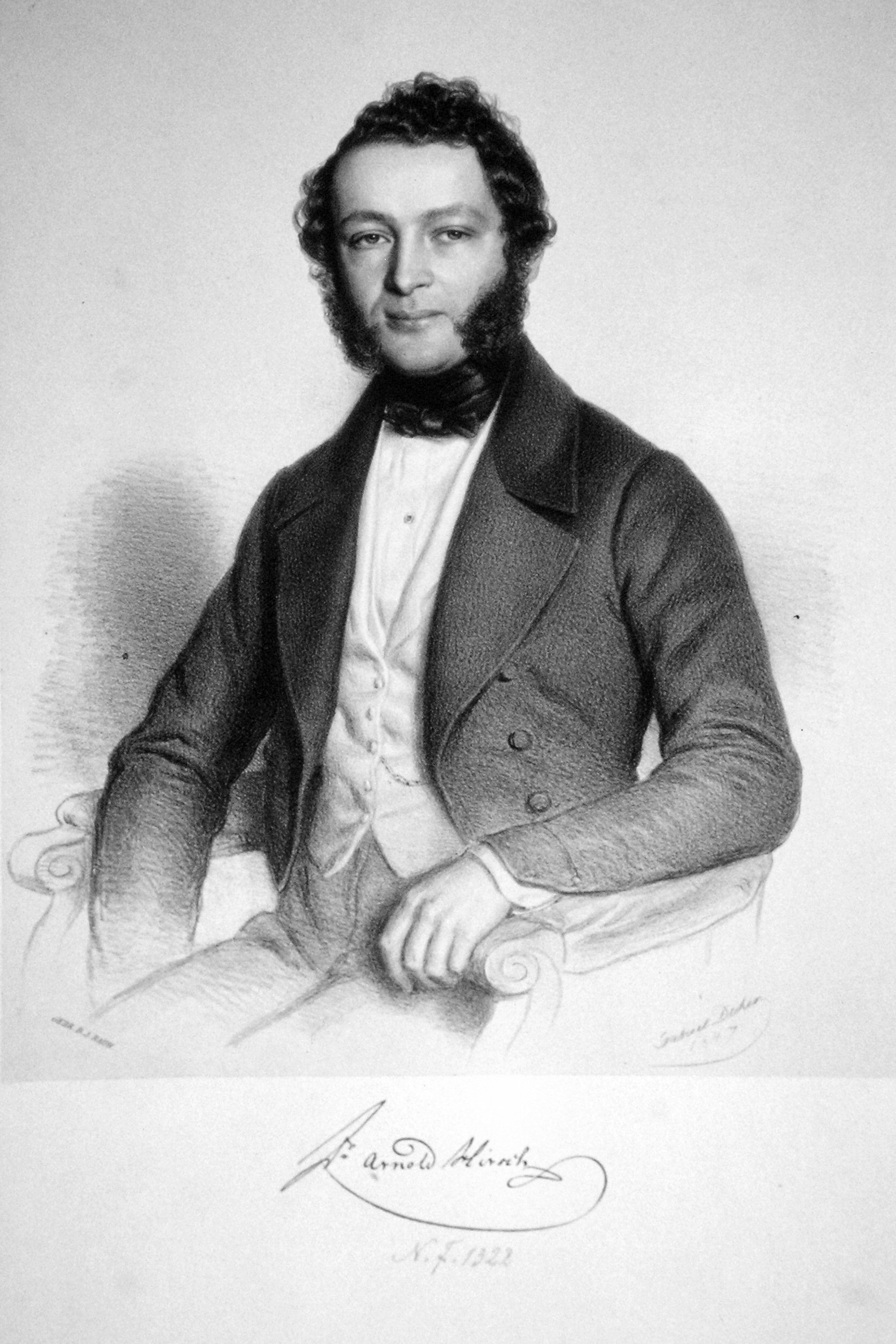
Arnold Hirsch, Lithographie von Gabriel Decker, 1847

Franz Arnold Hirsch (geb. 15. oder 11. Juni 1815 in Hořitz in Ostböhmen; gest. 24. November 1896 in Wien) war ein böhmisch-österreichischer Arzt und Schriftsteller; sein Pseudonym war Eginhard Quelle.

## Leben

### Familie
Arnold Hirsch war der Sohn von Hartmann Hirsch, Kaufmann und Vertrauensmann der ehemaligen jüdischen Steuerdirektion sowie Bezirkssteuereinnehmer; seinem Vater wurde 1848 das Ehrenbürgerrecht der Stadt Hořitz verliehen.
Er war mit Sophie (geb. Wehle) (* 1825; † 24. August 1902 in Ischl) verheiratet.
Ab 1861 war Paris sein dauerhafter Wohnsitz, bis er in den 1870er Jahren wieder nach Wien zurückkehrte; sein letzter Wohnsitz in Wien war die Johannesgasse 20.
Er wurde auf dem Jüdischen Friedhof in der Familiengruft in Hořitz beigesetzt.

### Werdegang
Arnold Hirsch besuchte das Gymnasium in Gitschin und darauf die Universität Prag. 1838 immatrikulierte er sich an der Universität Wien zu einem Medizinstudium und promovierte 1841 mit seiner Dissertation Dissertatio Inauguralis Medica Tractans De Sternutatione zum Dr. med. Während des Studiums war er mehrere Jahre als Erzieher beim Wiener Großhändler Porges tätig.
Als Mediziner wandte er sich der Behandlung mit Homöopathie zu, was zu einem mäßigen Vermögen führte. Nach seiner Hochzeit konnte er sein Vermögen beträchtlich vergrößern, sodass er 1852 seine ärztliche Praxis schloss und Privatier wurde. Er verließ Wien und hielt sich, gemeinsam mit seiner Ehefrau, in Dresden, Florenz, Rom, London und Paris auf.

### Schriftstellerisches Wirken
Arnold Hirsch verfasste noch als Mediziner die Schrift Helgoland als Seebad, die auch in zweiter Auflage herausgegeben wurde. Später veröffentlichte er unter seinem Pseudonym Eginhard Quelle im Familienbuch des österreichischen Lloyd verschiedene Novellen und national-ökonomische und medizinische Aufsätze, so war seine erste Erzählung 1856 Balthasar Stengel. 1855 beteiligte er sich mit seinem Aufsatz Zur Verständigung in den ärztlichen Kämpfen der Gegenwart an einem Preisausschreiben, der zwar nicht den Preis erhielt, jedoch in der Leipziger Novellen-Zeitung veröffentlicht wurde. Er schrieb auch Arbeiten für das Theater, so war sein erstes Bühnenstück Der Familien-Diplomat, das 1860 erstmals im Wiener Hofburgtheater, mit dem Komiker Friedrich Beckmann in der Hauptrolle, und später auf einigen deutschen Bühnen aufgeführt wurde.
Nachdem er in Paris seinen Wohnsitz genommen hatte, übersetzte er verschiedene Bühnenstücke aus dem Französischen ins Deutsche und vermittelte zwischen dem Burgtheater-Direktor Franz von Dingelstedt und den französischen Bühnenschriftstellern; er schrieb Feuilletons unter anderem für einige Wiener Blätter.
1865 übersetzte er das politische Programm idées napoléoniennes des Prinzen Charles-Louis-Napoléon Bonaparte, das dieser 1830 niedergeschrieben hatte.
Er korrespondierte unter anderem mit Alexander Dumas.

## Mitgliedschaften
Arnold Hirsch war ein offizieller Vertreter der Société des Auteurs et Compositeurs Dramatiques für Österreich-Ungarn und Deutschland, eine Gesellschaft zur kollektiven Rechteverwaltung von Autoren; er förderte hierbei die literarischen Beziehungen zwischen Frankreich und Deutschland sowie Österreich-Ungarn.

## Ehrungen und Auszeichnungen
Aufgrund seiner Verdienste in der Armenpraxis gestattete Kaiser Franz Joseph I. ausnahmsweise, dass Arnold Hirsch als Jude das Possessionsrecht zur Erwerbung eines Besitzes auf eigenen Namen erhielt.
Großherzog Carl Alexander von Sachsen-Weimar-Eisenach zeichnete ihn mit der goldenen Gelehrtenmedaille am Bande aus, nachdem er an dessen Hof das Drama Blanca von Bourbon vorgelesen hatte.
1870 wurde er mit dem Ritterkreuz des Franz-Joseph-Ordens ausgezeichnet.
Er war Ritter der französischen Ehrenlegion.

## Schriften (Auswahl)
- Dissertatio Inauguralis Medica Tractans De Sternutatione. Wien, 1841 (Digitalisat).
- Helgoland als Seebad in gesundheitlicher, socialer Beziehung und Vergleich der Nordseebäder mit den übrigen europäischen Seebädern. Hamburg, 1852.
- Zur Verständigung in den ärztlichen Kämpfen der Gegenwart. In: Novellen-Zeitung. 1855. S. 331 f.
- Balthasar Stengel. In: Familienbuch des österreichischen Lloyd, Band 6. 1856. S. 215 f. (hier: Rendsburger Wochenblatt, Nr. 66. S. 2–3, Nr. 67. S. 2–3, Nr. 69, S. 1–3, Nr. 70, S. 2–3, Nr. 71, S. 1–2, Nr. 72, S. 2–3, Nr. 73, S. 2–3, Nr. 74, S. 2–3 (Digitalisat))
- Das Grab eines Profeten in Offenbach. In: Familienbuch des österreichischen Lloyd, Band 7. 1857. S. 202–209 (Digitalisat).
- Der Krieg unter den Thieren. In: Familienbuch des österreichischen Lloyd, Band 8. 1858. S. 275 f.
- Der Abendberg. In: Familienbuch des österreichischen Lloyd, Band 9. 1859. S. 240–244 (Digitalisat).
- Der Familiendiplomat. Wien, 1860 (Digitalisat).
- Blanca von Bourbon. Dresden, 1861 (Digitalisat).
- Sand in die Augen. Berlin, 1863 (Digitalisat).
- Napoléonische Ideen. Wien, 1865 (Digitalisat).
- Arbeiter-Wohnungen, vom socialen, national-ökonomischen und sanitären Standpunkt. Wien, 1868 (Digitalisat).
- Ueber wohlfeile Ernährung der Arbeiter-Familien. Wien, 1868 (Digitalisat).